# Pedro Páramo (livro)
Pedro Páramo é o único romance do escritor mexicano Juan Rulfo, publicado em 1955. É o segundo livro de Rulfo, seguindo-se a El llano en llamas.
A obra é considerada um dos melhores e mais influentes romances da literatura hispano-americana, tendo recebido elogios de escritores como Jorge Luís Borges, Gabriel García Márquez, Carlos Fuentes, Octavio Paz, Günter Grass e Susan Sontag. Apesar dos críticos terem reconhecido prontamente as qualidades do livro, que recebeu o Prêmio Xavier Villaurrutia daquele ano, a recepção do público foi fraca: dos 2000 exemplares da primeira edição, apenas 1000 foram vendidos.
A trama se passa na cidade de Comala, no estado de Colima. A época não é explicitada precisamente, mas há indicações de ser contemporânea à Revolução Mexicana e à Guerra Cristera. Alguns membros da família de Rulfo fora vítimas da violência revolucionária cujo epicentro foi seu estado natal de Jalisco, e assim seus escritos frequentemente remetem a ela.
A história é narrada em uma mistura de primeira e terceira pessoas, com alternância dos personagens na voz da primeira pessoa. Não há capítulos, e sim uma infinidade de fragmentos, que não seguem uma sequência temporal. O caráter de Pedro Páramo é deslindado pouco a pouco pelo autor por meio desses discursos múltiplos, fragmentados, desordenados e muitas vezes contraditórios. A linguagem é direta e enxuta, e abundam os regionalismos nas falas dos personagens. Pode ser considerado tanto um romance regionalista quanto um pertencente ao gênero do Realismo mágico, pois o texto, que começa no primeiro estilo, vai paulatinamente transformando-se no segundo, à medida que a verdade se desvela a respeito de Pedro Páramo e da cidade de Comala. A estrutura intrincada e inovadora é provavelmente a responsável pela resposta inicial negativa dos leitores, mas assegurou o perene renome e a influência da obra sobre os escritores latino-americanos.

O livro deu origem a várias adaptações para o cinema.

## Edições em português
No Brasil, o livro foi lançado em duas edições:
1. com tradução de Eliane Zaguri, pela Paz e Terra, em 1998
2. com tradução de Eric Nepomuceno, pela Editora Record, em 2004

Em Portugal, o livro foi lançado em duas edições:
1. com tradução de António José Massano, pelas Edições 70, em 1980 e 1988, e pelo Editorial Planeta de Agostini, em 1999 e 2000.
2. com tradução de Rui Lagartinho e Sofia Castro Rodrigues, pela Editora Cavalo de Ferro, em 2004

Nas edições brasileiras, aparece junto aos contos de El llano en llamas.

## Enredo
Juan Preciado, após a morte da mãe, volta à cidade de Comala para procurar o pai, Pedro Páramo. Logo que chega, fica sabendo que este já havia morrido há anos. Em Comala entra em contato com diversos moradores, todos, de alguma forma, ligados ao falecido pai, proprietário da fazenda Meia Lua, a maior da região. Muitos, inclusive, filhos naturais dele.
Aos poucos, pequenas contradições e absurdos vão-se sucedeendo: ouvem-se fantasmas, borram-se os limites entre real e sobrenatural, sono e vigília, passado e presente, até que se entende que todos, inclusive os diversos narradores, que se alternam, estão mortos. Apesar de não estarem conscientes do seu próprio estado, os habitantes do lugar percebem que os demais estão mortos. Estão condenados a vagar eternamente devido ao fato de terem cometido pecados (suicídio, incesto, assassinato, etc.) que não foram absolvidos pelo padre na hora da morte. Uma exceção é Toríbio Alderete, assassinado por Pedro Páramo e deixado insepulto justamente para que sua alma não tivesse descanso.
A narrativa vai também desvendando o caráter de Pedro Páramo, "erva daninha" que passa, principalmente por meio da violência, de criança miserável à pessoa mais poderosa de Comala. Após herdar a propriedadade arruinada do pai, Lucas Páramo, casa-se com Dolores Preciado com o objetivo de apoderar-se da herança desta e cancelar suas dívidas com a família Preciado. Após alguns anos, manda-a viajar para visitar a irmã e nunca mais a manda buscar.
Já idoso, desposa Susana San Juan, amor de infância que havia deixado a cidade ao casar-se e, agora, viúva e louca, a ela retorna. Quando Susana morre, os habitantes de Comala, ao ouvir os sinos, pensam tratar-se de alguma festa e entregam-se à comemoração, o que lhes vale a ira de Pedro Páramo. Este decide cruzar os braços e deixar a cidade "morrer de fome". Encerra-se na fazenda e, a partir daí, a cidade vai definhando.
O verdadeiro personagem do livro é a própria Comala, lugar de mortos-vivos; ou o purgatório, sugere-se mais à frente. Ao mesmo tempo que Pedro Páramo é odiado por todos, torna-se indispensável para a sobrevivência da comunidade. Comala adquire gradativamente as características de Pedro Páramo e, quando este morre, Comala morre com ele.

## Personagens
- Pedro Páramo - Homem cruel e inescrupuloso que se tornou a pessoa mais importante de Comala.
- Dolores Preciado - Legítima esposa de Pedro Páramo, suas palavras entremeadas no texto sugerem que, no tempo em que morava em Comala, o lugar era alegre e fértil.
- Juan Preciado - Único filho legítimo de Pedro Páramo, que, no entanto, não o registrou.
- Abundio Martínez - Arrieiro, um dos filhos ilegítimos de Pedro Páramo, e primeira pessoa de Comala que Juan Preciado encontra. Após a morte da esposa, Refugio, embebeda-se e sai pela cidade pedindo ajuda para enterrá-la. Ao encontrar o pai, mata-o.
- Eduviges Dyada - Amiga de Dolores Preciado, hospeda Juan Preciado em sua casa. Segundo afirma, havia sido avisada da chegada dele pela mãe agonizante. Na noite de núpcias de Dolores, a pedido desta, substituiu-a na cama. Suicida-se.
- Susana San Juan - Eterno amor de Pedro Páramo, mas que se casa com Florentino e se muda da cidade. Volta após ficar viúva, mas está louca de dor. Odeia o pai devido a um episódio ocorrido na mina de Andromeda durante sua infância.
- Don Bartolomé San Juan - Pai de Susana, volta com ela a Comala após a morte do marido. Opõe-se ao seu casamento com Pedro Páramo, por isso é morto a mando deste.
- Miguel Páramo - Filho bastardo de Pedro Páramo, que inicialmente o renega mas, por insistência do padre, acaba por reconhecê-lo. Tem o caráter do pai, que sempre assume a responsabilidade por seus crimes e abusos. Morto em um acidente durante uma cavalgada.
- Padre Rentería - Pároco local, encarna a corrupção da Igreja, pois atende a todos os caprichos dos poderosos. Em função disso, tem sua autoridade para absolver os moribundos removida pelos superiores, o que faz com que os mortos de Comala nunca descansem.
- Dorotea - Louca que vivia da caridade pública, conseguia mulheres para Miguel Páramo. É enterrada junto a Juan Preciado, no mesmo caixão.
- Damiana Cisneros - Outra amiga de Dolores Preciado, trabalhadora na fazenda Meia Lua.
- Damasio Tilcuate - Jagunço de Pedro Páramo, que este converte en falso revolucionário de maneira a mantener protegidas suas terras.
- Fulgor Sedano - Administrador da fazenda de Pedro Páramo, ajuda-o a executar suas decisões, de pedir a mão de uma mulher a negociar uma dívida ou matar um homem. Morto por um grupo de revolucionários.
- Justina Díaz - Ama de Susana San Juan.
- Gerardo Trujillo - Advogado devotado de Pedro Páramo. Ao decidir mudar-se para outra cidade, após muitos anos de serviços prestados, ele não reconhece os seus serviços e ele é obrigado a voltar para trás  e a pedir-lhe dinheiro para se estabelecer em outra cidade, dizendo que vai continuar a tratar dos seus "assuntos".
- Toribio Alderete - Fazendeiro vizinho de Pedro Páramo, morto por este para ter sua propriedade incorporada à fazenda Meia Lua.
- Doutor Valência- Médico

## Análise
A coincidência do nome da cidade onde se passa a narrativa e a cidade real de Comala pode ser acidental. O nome pode ter sido escolhido como uma alusão ao termo comal, utensílio plano e circular, feito de argila ou metal, usado para cozinharem-se as tortillas. "La Comala de Rulfo es el comal que asa a sus moradores. ¡Tanto es el calor de la región!", escreve Rafael Camorlinga Alcarez. Essa palavra também aparece no conto Nos han dado la tierra, de El llano em llamas: Y en este comal acalorado quieren que sembremos semillas de algo. Já o nome Pedro alude a pedra; Pedro Páramo é um homem duro como pedra; ao morrer, desmorona "como um monte de pedras".
O autor, nessa obra, logra quase eliminar o narrador, de forma a fazer aumentar ao máximo a participação do leitor. Dois processos são utilizados para fazer desaparecer o narrador: a construção da narrativa a partir das vozes de diversos personagens e a elipse. Um exemplo de elipse aparece no tratamento da morte de Toríbio Alderete: os acontecimentos não são narrados; simplesmente expoem-se os antecedentes (as instruções de Pedro Páramo a Fulgor Sedana, a conversa entre este e Alderete, etc.) e alusões como o grito do assassinado e seus passos pela casa são distribuídas pelo livro.

## Adaptações para o cinema
- Pedro Páramo. no IMDb.
- Pedro Páramo. no IMDb.
- Pedro Páramo. no IMDb.
- Pedro Páramo. no IMDb.